# Korporata Elektroenergjitike Shqiptare
Korporata Elektroenergjitike Shqiptare Sh.a. (Abkürzung KESH Sh.a. oder nur KESH) ist der Name des staatlichen Elektrizitätsversorgungsunternehmens Albaniens und das einzige Unternehmen dieser Art im Land.

## Tochterunternehmen
Operatori i sistemit të shpërndarjes Sh.a. (kurz OSSH Sh.a.) ist eine Tochtergesellschaft der KESH und ist mit der Aufgabe der Stromverteilung vertraut. Sie wurde am 30. März 2009 privatisiert. Das tschechische Unternehmen ČEZ ist nun mit 76 Prozent an der Aktie des Unternehmens beteiligt. OSSH Sh.a. wurde dann in CEZ Shpërndarje Sh.a. umbenannt. Es versorgt heute rund 997.000 Kunden mit Strom und erzielt jährliche Einnahmen von rund 200 Millionen Euro.

## Kraftwerke
Die KESH ist Eigentümerin der drei Kraftwerke am Drin: Wasserkraftwerk Vau-Deja (partielle Inbetriebnahme 1970; 250 MW), Wasserkraftwerk Koman (1988; 600 MW) und Wasserkraftwerk Fierza (1978; 500 MW). Zudem ist KESH Betreiberin des Wärmekraftwerks in Vlora (TEC Vlorë; 2011; 97 MW).